# Juan Manuel de Manzanedo
Juan Manuel de Manzanedo y González de la Teja (Santoña, calle de la Dársena, h. 8 de marzo de 1803-Santoña, 19 de agosto de 1882) fue un comerciante, banquero, asegurador, inversionista en ferrocarriles, y esclavista español del siglo XIX nombrado marqués de Manzanedo desde 1864 y duque de Santoña desde 1875, como gratificación por su contribución a la Restauración borbónica con Alfonso XII.

## Biografía
De humilde familia hidalga y forzado a trabajar desde muy joven por haber quedado huérfano, emigró a Cuba siendo un adolescente en los años finales del reinado de Fernando VII.  Su primer trabajo en América fue de sirviente.  Finalmente obtuvo gran fortuna obtenida mediante actividades comerciales, financieras y la trata de esclavos. Se estableció definitivamente en la Península en 1845; inicialmente, en Cádiz.  Fundó aseguradoras, empresas comerciales, y de ferrocarriles.
Contribuyó económicamente a muchos de los proyectos urbanísticos del desarrollismo de la capital de España en la segunda mitad del siglo XIX y realizó incursiones en la banca y en los círculos políticos de la época, siendo uno de los banqueros del proyecto de la Unión Liberal de Leopoldo O'Donnell. Fue partidario y seguidor de Isabel II quien le concedió en 1864 el título de marqués de Manzanedo. Más tarde, el 20 de marzo de 1875 y por real decreto, el rey Alfonso XII le concedió el título de duque de Santoña.
Incrementó abundantemente su fortuna invirtiendo en operaciones comerciales y de construcción así como en distintos Bancos de París y Londres. La configuración que ostenta en la actualidad la Puerta del Sol de Madrid (véase Historia de la Puerta del Sol) se debe en gran parte al duque de Santoña que construyó toda la parte de casas iguales que marcan una ligera curva fronteras al edificio que fue Casa de Correos (actual sede de la Presidencia de la Comunidad de Madrid). Como anécdota se cuenta que el señor Manzanedo bromeaba diciendo que «la Puerta del Sol es el patio de mi casa».
Desde 1872 presidió el Círculo Ultramarino de Madrid, dedicado a representar a los esclavistas de Cuba y Puerto Rico y mantener los últimos restos de la esclavitud en España.

Gran mecenas en su tierra natal, mandó levantar a sus expensas un colegio de San Juan Bautista para alumnos sin recursos económicos. 

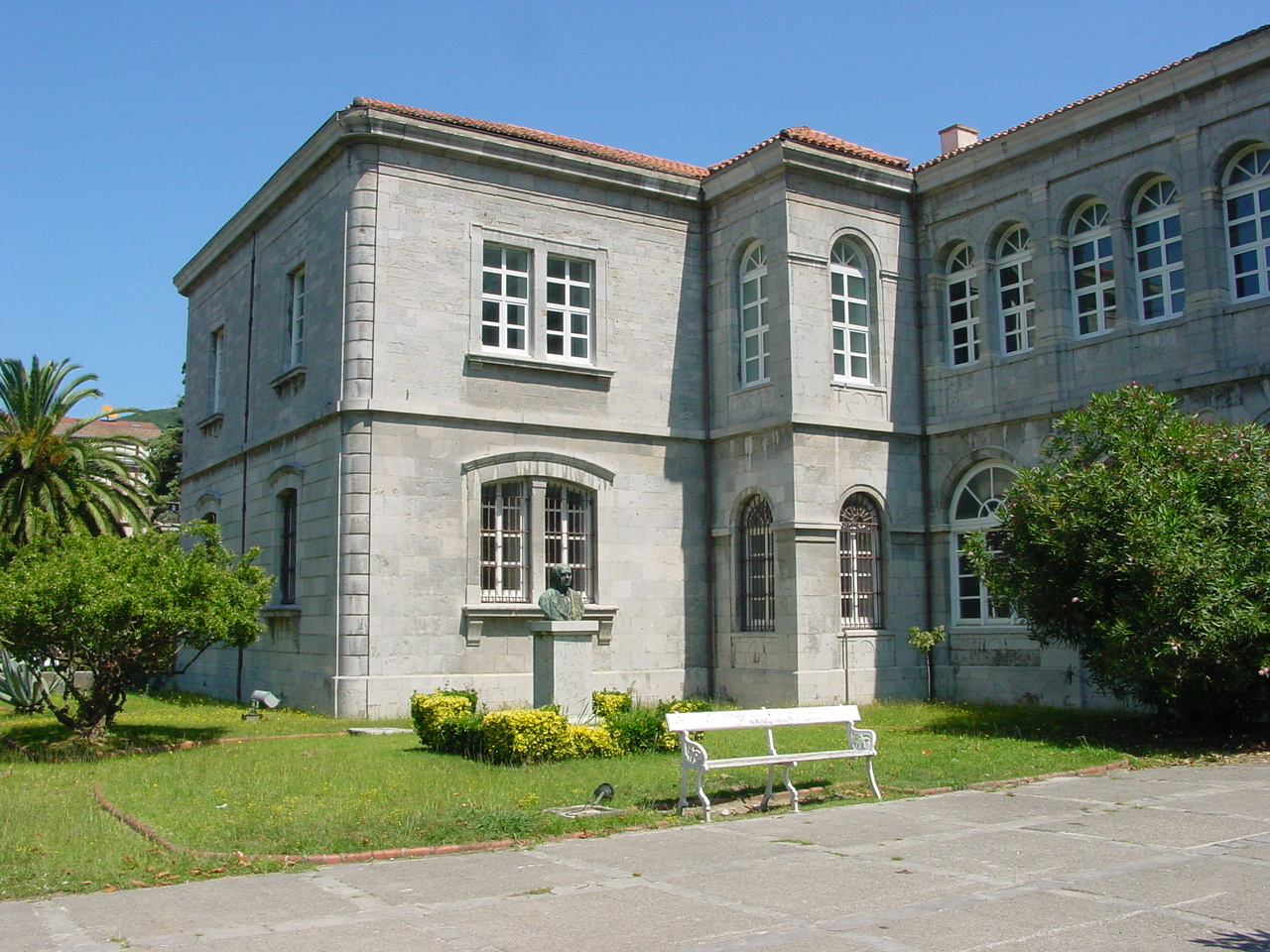
Lateral del Instituto de Manzanedo.

El edificio se conserva íntegro, situado frente al palacio y en la actualidad es un Instituto de Enseñanzas Medias. Mandó construir también un hospital para 12 enfermos pobres de la villa. Pasaba grandes temporadas en su palacio (construido en 1864 bajo la dirección del arquitecto Antonio Ruiz de Salces), donde murió el 19 de agosto de 1882. Fue enterrado en la capilla del Colegio de san Juan Bautista.

## Familia
Su esposa fue María del Carmen Hernández y Espinosa de los Monteros († 1894), con quien casó en 1873, y quien por diez años disputó la herencia del marido, perdiendo al final la querella ante una hija cubana de Manzanedo, Josefa, a quien él había legitimado en 1857.  Hernández se convirtió entonces en «la duquesa mendiga».

## Títulos y condecoraciones
- Grande de España de Primera Clase.
- Senador del Reino: senador vitalicio (1864-1868), senador por la provincia de Santander (1871-1876) y senador por derecho propio (1877-1882).[5]
- Gentilhombre de cámara con ejercicio.
- Collar de la Real y Distinguida Orden Española de Carlos III.
- Gran cruz de la Orden de Isabel la Católica.
- Gran cruz de la Orden de la Beneficencia.
- Gran cruz de la Orden Civil de María Victoria.[6]